# Saint-Sorlin-d'Arves
Saint-Sorlin-d'Arves è un comune francese di 353 abitanti situato nel dipartimento della Savoia della regione dell'Alvernia-Rodano-Alpi.

## Società

### Evoluzione demografica
Abitanti censiti